# International Committee of the Decorative Laminates Industry
Das International Committee of the Decorative Laminates Industry (ICDLI) ist ein Verband mit Sitz in Brüssel. Als Verband vertritt das ICDLI die Interessen der europäischen Hersteller von HPL und deren Zulieferer. Der Verband ist Mitglied in der Vereinigung der europäischen Baustoffhersteller (CEPMC).

## Geschichte
Der Verband wurde 1961 von Schichtstoffverbänden aus Belgien, Frankreich und Deutschland gegründet. In den folgenden Jahren traten Verbände aus Österreich, Finnland, den Niederlanden, Norwegen, Schweden, der Schweiz und Spanien dem ICDLI bei. Seit 1999 ist das ICDLI ein Verband belgischen Rechts und hat seinen offiziellen Sitz in Brüssel. Im Jahr 2000 wurde das ICDLI von einem Verband der Verbände in einen Verband für Unternehmen umgewandelt, der die Interessen der europäischen Hersteller von HPL und deren Zulieferer vertritt.

## Zweck, Tätigkeiten
In seinen Ausschüssen für Technik, Presse- und Öffentlichkeitsarbeit sowie Wirtschaft erfüllt das ICDLI folgende Aufgaben:
- Fortschreiben der europäischen Schichtstoffnorm EN 438
- Bereitstellen von Daten über die Entwicklung des europäischen HPL-Marktes
- Aufbereiten von Informationen zu den Produkt- und Umwelteigenschaften von HPL
- Lösen anwendungstechnischer Problemstellungen (z. B. durch technische Merkblätter)
- Schaffen einer Kommunikationsplattform für die Hersteller von HPL

## Mitgliedsunternehmen
- Abet Laminati
- Argolite
- Arpa Industriale
- Dekodur
- Formica Europe
- Gentas Genel Metal Sanayi Ticaret
- JSC Slotex
- Ludwig Leitermann
- Modecor Europe
- Pfleiderer Deutschland
- Polyrey
- Resopal
- Sonae Industria de Revestimentos
- Sprela
- Westag & Getalit

## Fördermitglieder
- Cartiera Giacosa
- Hans Schmid (Unternehmen)
- Hexion
- KapStone Europe
- Kotkamills Oy
- Munksjö Paper
- Sappi Europe
- Schattdecor
- Surteco Decor
- Papierfabrik Julius Schulte Söhne